# Voraussetzung
Voraussetzung ist ein alltagssprachlicher Begriff für einen Zustand, einen Vorgang oder irgendeinen anderen Sachverhalt, der gegeben sein muss, bevor ein anderer Vorgang oder Sachverhalt eintreten kann. Im Alltagskontext handelt es sich oft um Bedingungen, die von einem Urheber wie z. B. einer Institution an andere Personen gestellt werden, bevor diesen eine Leistung oder Genehmigung gewährt wird (Beispiel: In Deutschland ist das Ablegen der Abiturprüfung die Voraussetzung für die Zulassung zu einem Studium an einer Hochschule).
In der Philosophie und Logik treten Voraussetzungen in Form abstrakterer Beziehungen auf. Beispielsweise bestehen Konditionale aus einem Satzpaar, in dem der zweite Satz nicht falsch sein kann, wenn der erste Satz wahr ist (dies bedeutet aber nur eine Beziehung zwischen Wahrheitswerten, keine zeitliche Abfolge oder Kausalfolge). Im Zusammenhang mit logischen Beweisen wird eine Voraussetzung auch als Prämisse bezeichnet. Auch in der Mathematik bildet die Voraussetzung einen wichtigen Bestandteil von mathematischen Beweisverfahren. So markiert die Induktionsvoraussetzung den Beginn des Induktionsbeweises.